# Каппеллари, Микеле
Микеле Каппеллари (итал. Michele Cappellari; 1630—1717) — итальянский поэт.
Был личным секретарём королевы Христины Шведской. Его стихотворения исключительно латинские: «Christina Instrata» (Венеция, 1700), «An Venetis bellum in Turkas suscipere expediret» (Рим, 1684), «Naufragium Felix» (Вен., 1668), «Poemata» (Венеция, 1697—1702).